# Раджастхан
Раджастга́н (гінді राजस्थान, англ. Rajasthan) трапляється також варіант Раджастан (дослівно — «країна раджів») — штат на північному заході Індії. Столиця — місто Джайпур.

## Географія
Раджастган є найбільшим штатом Індії за площею. На територію цього штату приходиться більша частина Великої індійської пустелі.

## Визначні пам'ятки
- Рожеві пам'ятники Джайпура
- Руїни Чітторгарха в Меварі
- Місто озер Удайпур
- Палаци князів Біканера і Коти
- Амберський палац-фортеця
- Фортеця Мехрангарх в Марварі
- Золота фортеця Джайсалмер
- Форти Раджастгана — пам'ятки архітектури, занесені до списку Світової спадщини ЮНЕСКО.